# 분광 오일 분석 프로그램
분광 오일 분석 프로그램(Spectrometric Oil Analysis Program, SOAP)은 엔진 오일의 주파수 실험법을 통해 항공기 엔진의 상태를 점검하는 방법이며, 여러 나라의 공군을 포함한 항공기 운용 회사들이 사용한다. 이 시험법은 오일 시료에 남아 있는 금속 입자의 화학적 구성을 밝혀낸다. 다양한 엔진 부속품의 화학 구성과 비교하여 비정상정인 엔진 부품의 마모를 찾아낼 수 있으며 엔진 수리를 시작할 수 있으므로 비용이 많이 드는 정비를 줄이고 엔진 고장 사고를 피할 수 있다.